# 2016年香港立法會選舉人民力量黨內初選
2016年香港立法會選舉人民力量黨內初選，是人民力量就參加2016年香港立法會選舉決定參選人名單的初選。
初選將決定人民力量於 2016年香港立法會選舉中，各參選名單的首位參選人。2016年4月10日，人民力量舉行義工大會，與支持者商討人民力量九月立會選舉部署。
現任人民力量立法會議員陳偉業未有報名參加，在2016年香港立法會選舉排名第二位。

## 初選參選人
以粗體顯示者為初選勝出人。

### 香港島
- 劉嘉鴻 - 人民力量創黨主席。
- 袁彌明  - 人民力量黨主席。

### 九龍東
- 譚得志 - 人民力量副主席。

### 新界東
- 陳志全 - 現任立法會議員（新界東）。